# (744) Aguntina
(744) Aguntina – planetoida z pasa głównego asteroid okrążająca Słońce w ciągu 5 lat i 235 dni w średniej odległości 3,17 au. Została odkryta 26 lutego 1913 roku w Wiedniu przez Josepha Rhedena. Nazwa pochodzi od Aguntinum, rzymskiej kolonii w prowincji Noricum. Przed nadaniem nazwy planetoida nosiła oznaczenie tymczasowe (744) 1913 QW.